# Râul Gârboveta
Râul Gârboveta sau Râul Garboreta este un curs de apă, afluent al râului Bârlad. 